# Charles Allen (homme politique)
Charles Lamb Allen, baron Allen de Kensington, (né le 4 janvier 1957) est un homme d'affaires et diffuseur britannique, et président de Global Radio, 2 Sisters Food Group, ISS et président consultatif de Moelis &amp; Company. Lord Allen est directeur général de Granada Group de 1996 à 2000, président exécutif de Granada Media plc de 2000 à 2004, directeur général d'ITV depuis sa création en 2004 jusqu'en 2007, et président de la société de musique EMI. Il est président d'Endemol, administrateur non exécutif de Tesco plc et de Virgin Media. En mars 2012, il est nommé par Ed Miliband, le chef du Parti travailliste, au poste de président du conseil exécutif du parti. Il est président de la Croix-Rouge britannique.

## Éducation
Allen fait ses études à Bellshill Academy à Bellshill dans le North Lanarkshire en Écosse centrale. Il n'est pas allé à l'université et dit de sa vie : « Cela a été un voyage incroyable étant donné que j'ai quitté l'école à 17 ans sans travail.

## Télévision
Allen rejoint Granada plc en 1991, à l'origine en tant que PDG de Granada Television, avant de devenir directeur général du groupe en 1996. Il joue un rôle déterminant dans le rachat de Forte Group pour 3,9 milliards de livres sterling en 1996, et les rachats de LWT et Yorkshire-Tyne Tees Television en 1994 et 1999. En 2001, Granada Group fusionne avec Compass pour former Granada Compass, puis se scinde en Granada Media plc et Compass Group. Il reste avec Granada lorsque les deux sociétés fusionnent et devient président exécutif de Granada plc en 2001. Lorsque Granada fusionne avec Carlton Communications en 2004 pour former ITV plc, Allen devient le Directeur général de la nouvelle société.
En 2006, Allen démissionne après quinze ans dans l'entreprise.

## Autres activités
De 2006 à 2008, Allen est auparavant conseiller en chef du ministère de l'Intérieur britannique. Il est également senior advisor de Goldman Sachs Private Equity, administrateur non exécutif d'Endemol et de Virgin Media et président exécutif d'EMI.
Depuis 2018, il est président d'ISS Group, 2 Sisters Food Group et Global Group - qui détient Capital, Heart, Classic FM, LBC, Radio X et Gold - ainsi que président consultatif de Moelis &amp; Company.
Allen préside les Jeux du Commonwealth de 2002. Il est membre de l'équipe de candidature olympique de Londres 2012 et directeur du comité d'organisation des Jeux olympiques et paralympiques de Londres. Il est également maire du village olympique.
En mai 2021, il est annoncé qu'Allen comme le prochain président du groupe de construction Balfour Beatty, succédant à Philip Aiken à partir du 20 juillet 2021.
Allen est nommé Commandeur de l'Ordre de l'Empire britannique (CBE) lors des honneurs du Nouvel An 2003 « pour services rendus aux XVIIe Jeux du Commonwealth». Il est fait chevalier dans les honneurs du Nouvel An 2012 « pour services rendus aux Jeux olympiques et paralympiques de 2012 ».
Le 1er août 2013, il est créé pair à vie travailliste dans une liste de nouvelles nominations à la Chambre des lords. Il est créé pair à vie le 2 octobre 2013 en prenant le titre de baron Allen de Kensington, de Kensington dans le Borough royal de Kensington et Chelsea.
En mai 2016, Allen est nommé membre du Lords Communications Committee.
En 2005, il reçoit la liberté de la ville de Liverpool.

## Vie privée
Allen vit à Kensington avec son partenaire depuis plus de 20 ans, Michael, un architecte.